# Clair-obscur (schilderkunst)

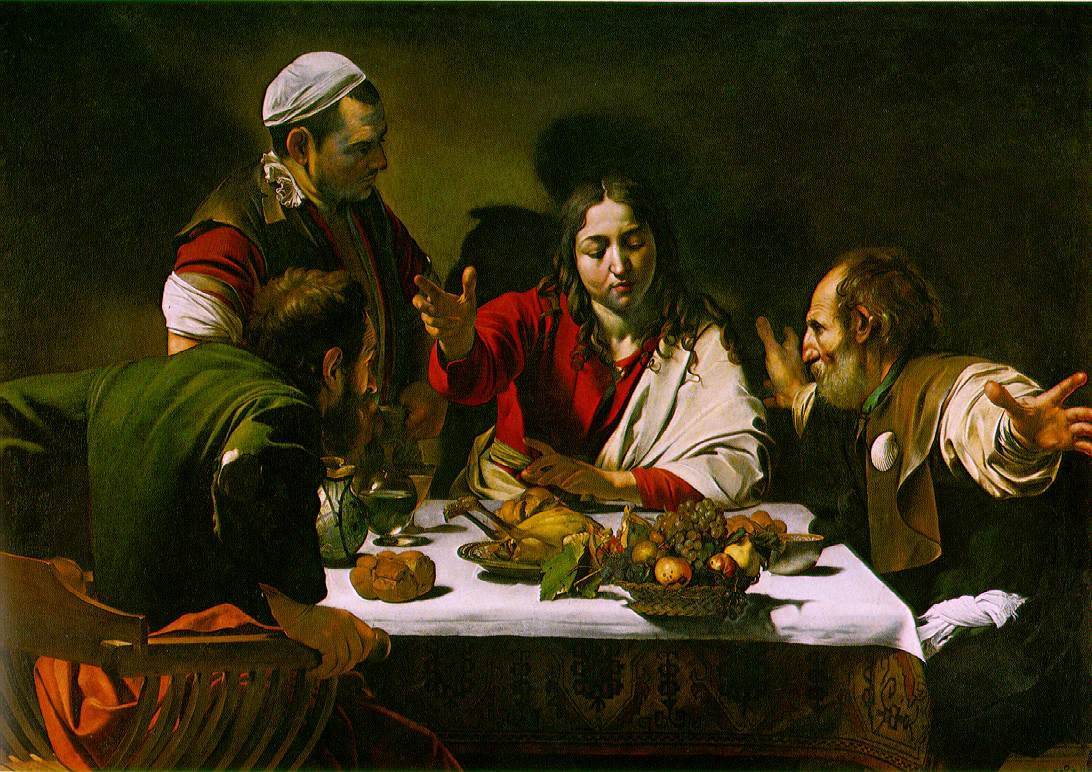
Caravaggio, De Emmaüsgangers

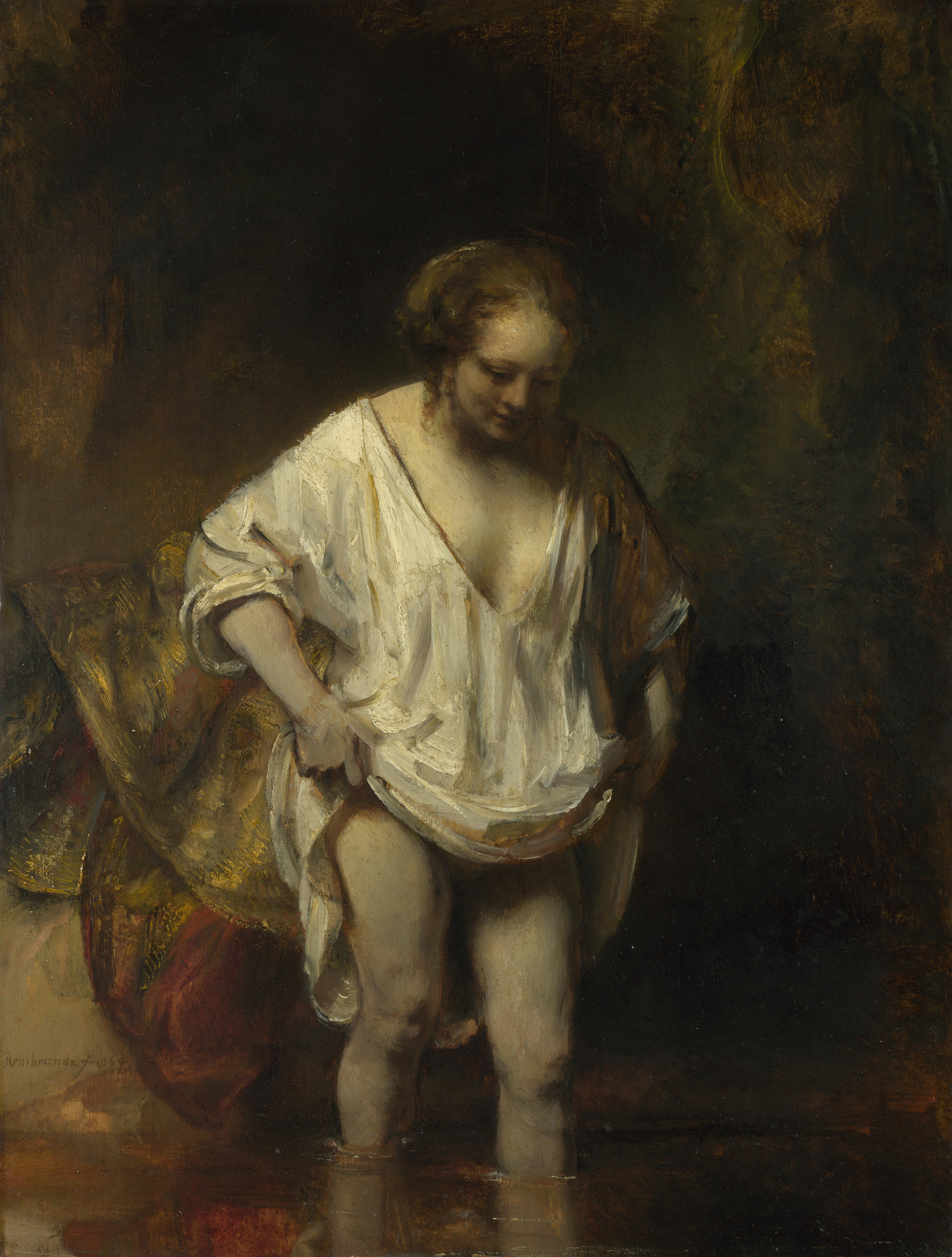
Rembrandt, Badende vrouw

Clair-obscur (Italiaans: chiaroscuro) is een techniek uit de schilderkunst, film en fotografie waarbij de licht-donkercontrasten sterker worden uitgebeeld dan ze in werkelijkheid vaak zijn. Er wordt weinig gebruikgemaakt van de zogenaamde middentonen. Hiermee wordt een dramatisch effect bereikt, waarmee driedimensionale vormen worden geaccentueerd. 
Bij clair-obscur is de achtergrond donker en de voorgrond licht. De lichtbron zelf is meestal niet duidelijk aanwijsbaar; het zou de zon kunnen zijn, of een kaarsvlam. 
De techniek is ontstaan in de renaissance en toegepast door Masaccio. In de Barok werd het systematisch toegepast. De schilder gebruikt het licht en donker om de nadruk te leggen op vooral de lichte delen, waarbij de donkere schaduwen naar de achtergrond worden gedrongen.
Meesters van het clair-obscur zijn bijvoorbeeld Caravaggio, Georges de La Tour en Rembrandt.
In de grafische kunst kent men de 'clair-obscur houtsnede'. Hierin wordt het licht-donker effect bereikt door twee, drie of meer verschillenden drukplaten te gebruiken. Een voor de lijnen en de andere voor de donkere en de middentonen.
In de tekenkunst kan de kunstenaar gebruik maken van drie kleuren potlood of krijt; rood, zwart en wit. Deze 'trois crayons-methode' wordt ook toegepast op een lichtgekleurde ondergrond.

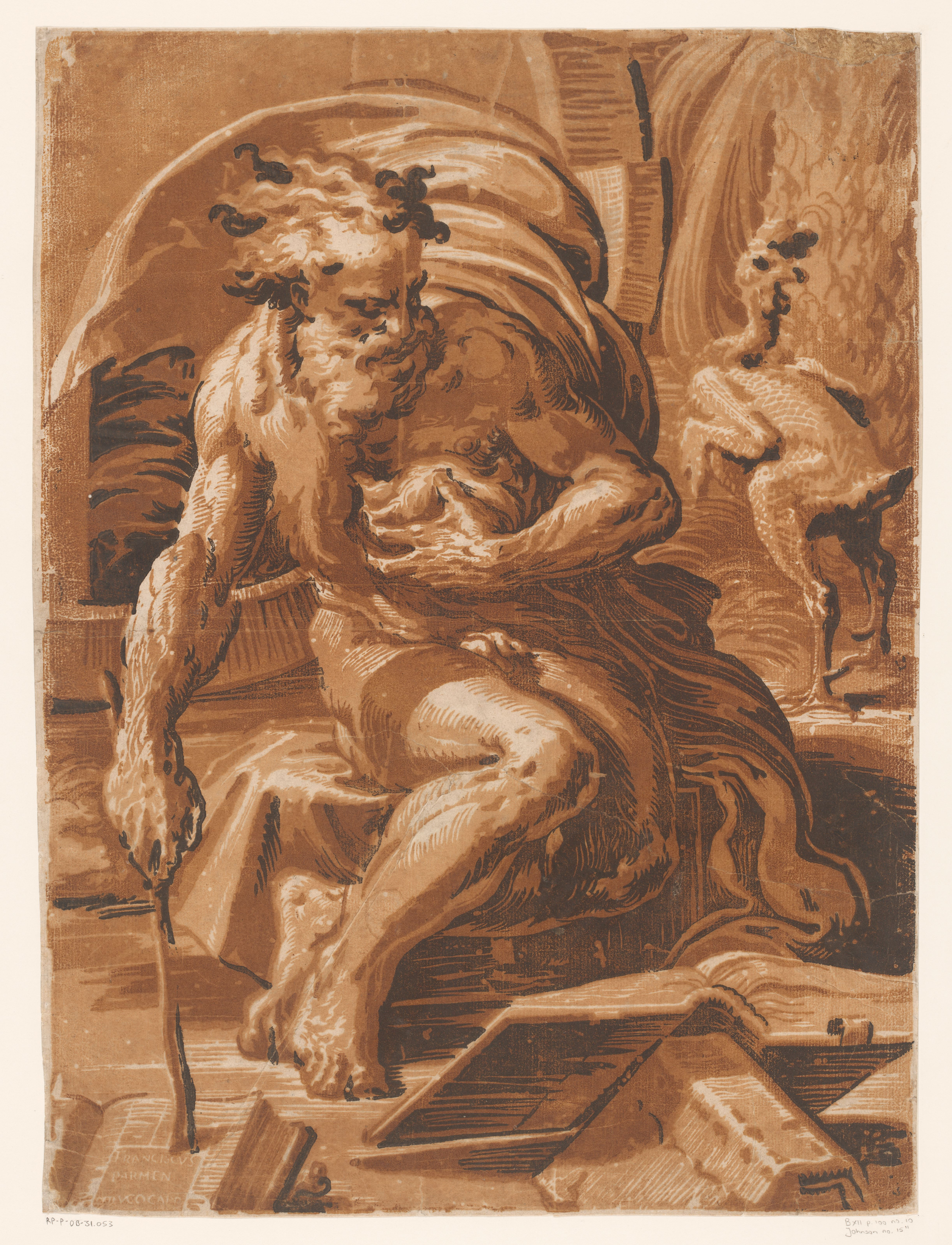
Diogenes, clair-obscur houtsnede
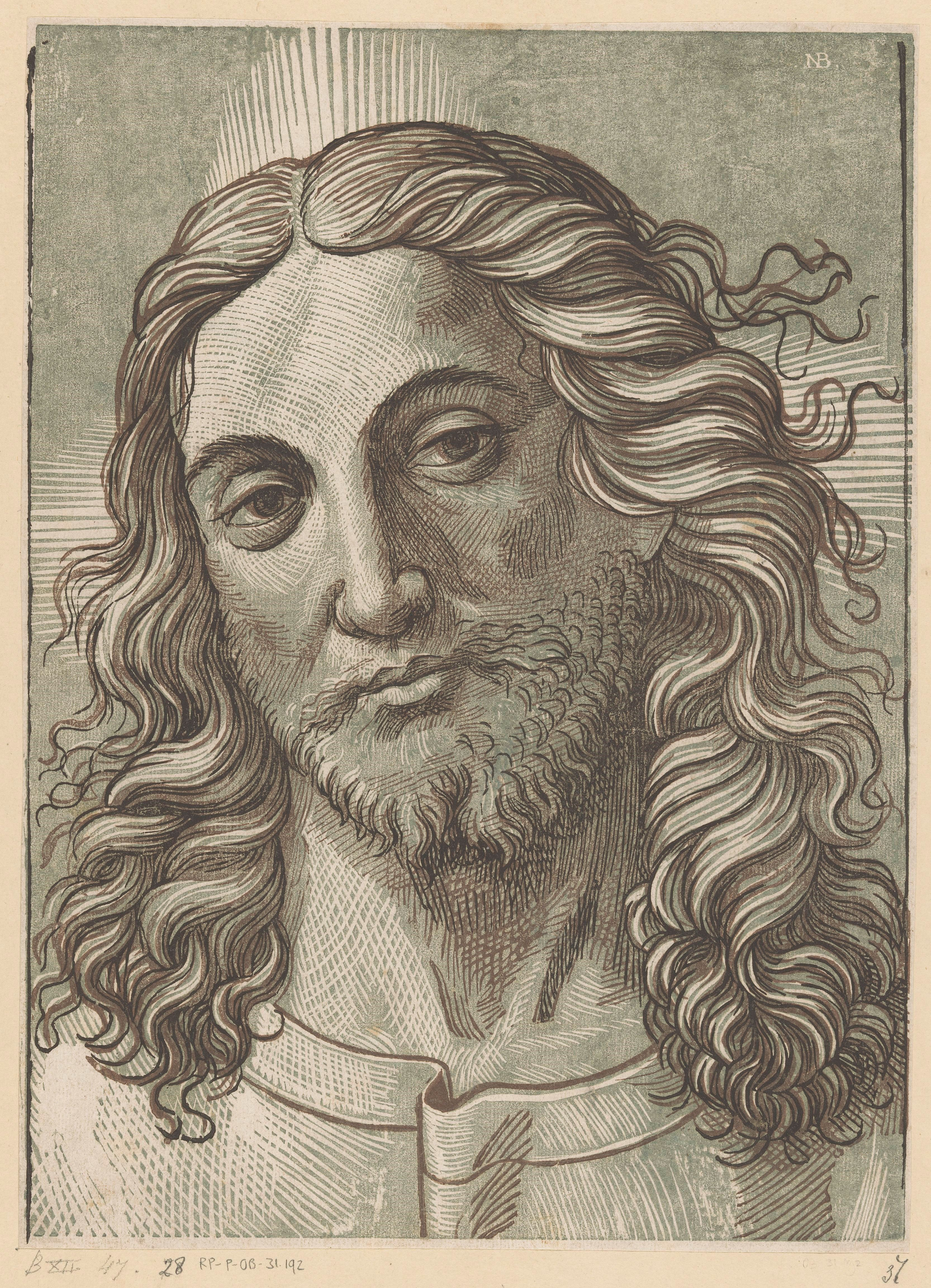
Hoofd van Christus, clair-obscur houtsnede
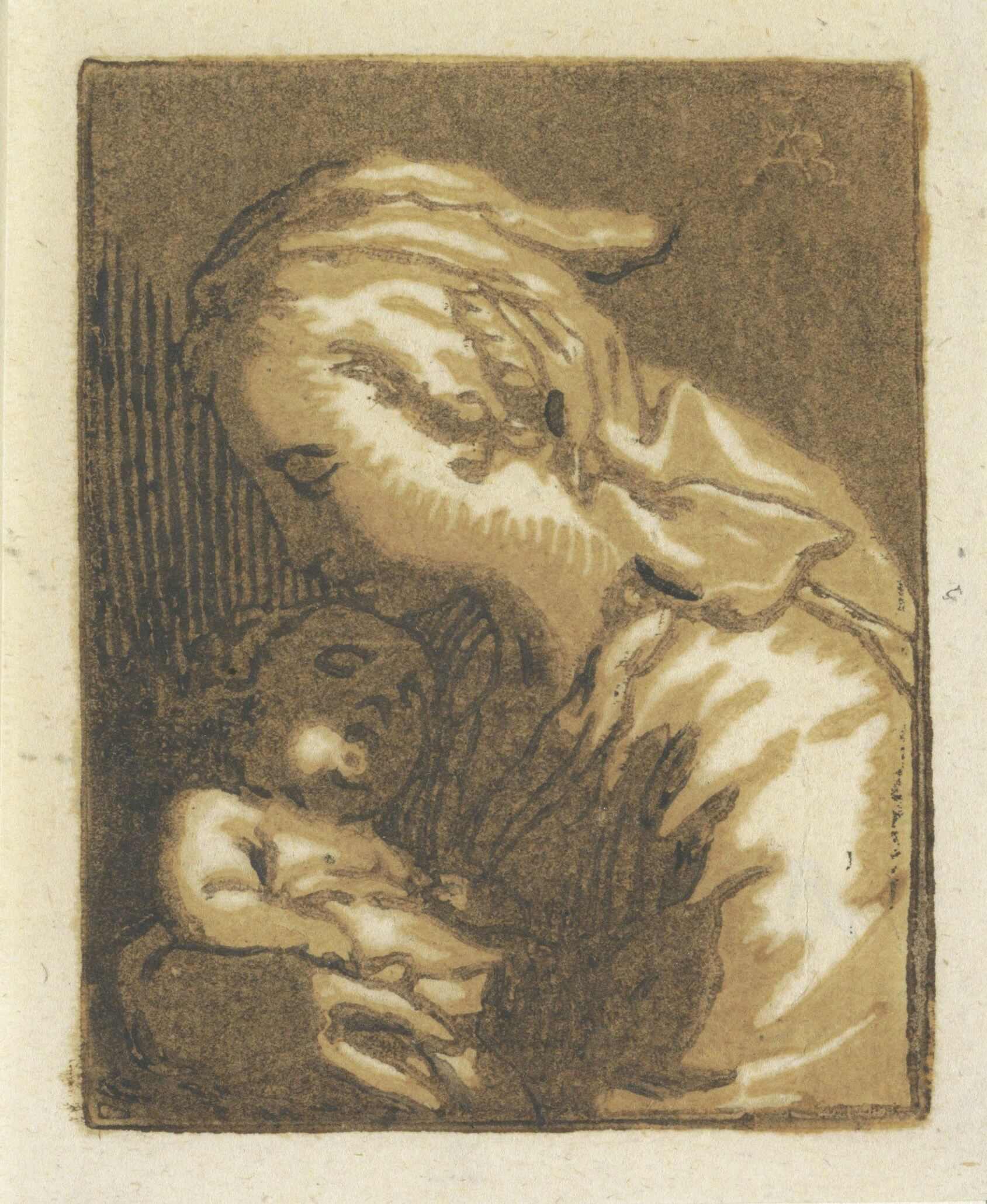
Madonna met kind, clair-obscur houtsnede
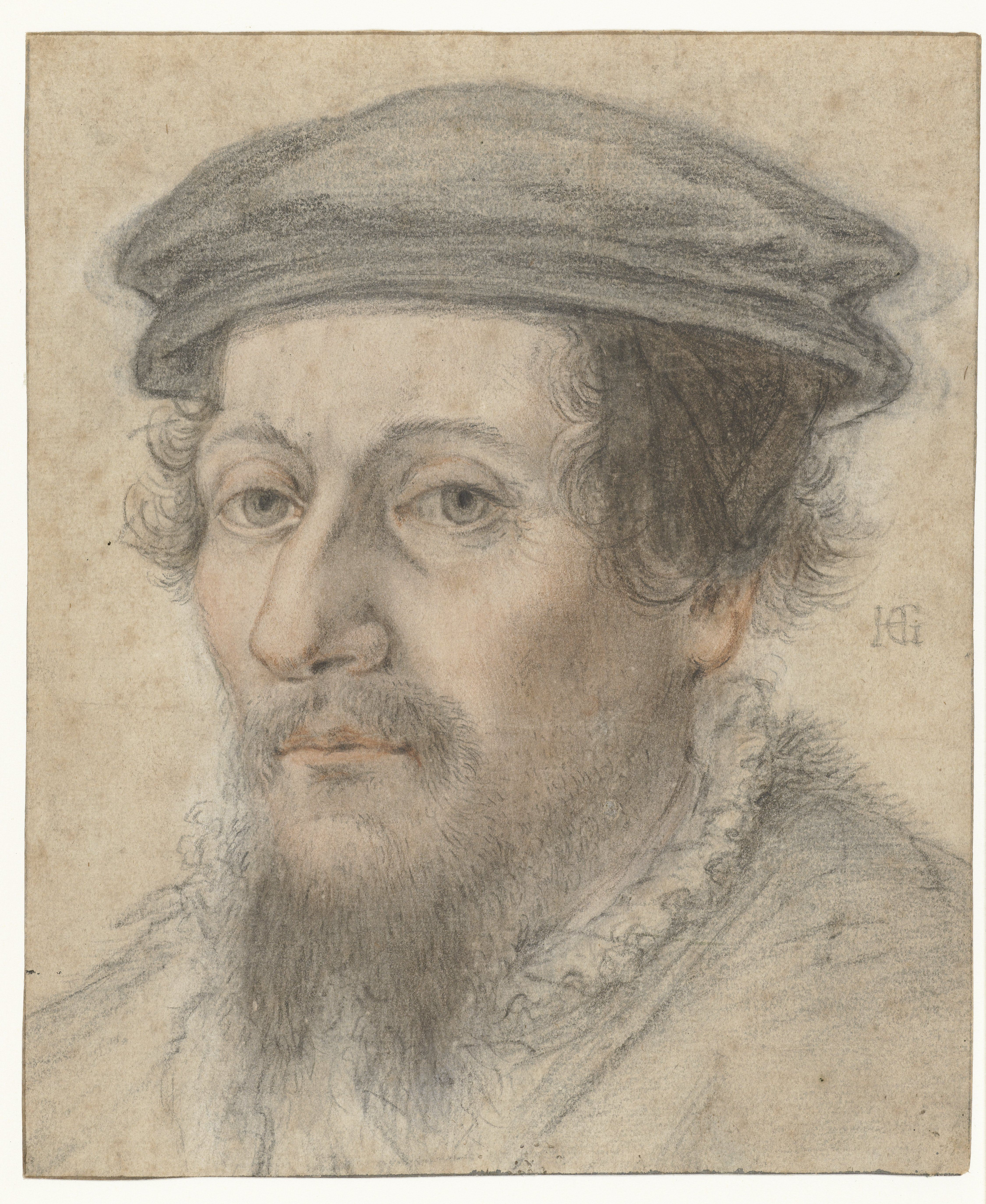
Portret van een man, trois crayons-tekening